# Арпсгофен, Карл Георг фон
Карл Георг фон Арпсгофен (нем. Karl Georg von Arpshoven; 19 [30] октября 1742, Нарва, Санкт-Петербургская губерния — 29 сентября [11 октября] 1804, Нарва, Санкт-Петербургская губерния) — родоначальник династии Арпсгофенов, барон (с 1791), купец 1-й гильдии города Нарвы.

## Биография
Родился 19 октября 1742 года в Нарве, в Лифляндской губернии, в семье Юргена Генриха Арпса (1711—1764).
Благодаря успешной торговле был записан купцом 1-й гильдии, а 17 (28) июля 1791 года грамотой императора Леопольда II был возведён в баронское достоинство Священной Римской империи.
Именным указом императора Павла I был пожалован в надворные, и позднее — в коллежские советники, а 8 мая 1800 года императорским повелением герб барона Арпсгофена был внесён во 2-е отделение общего гербовника «яко облеченного императорской милостью в достоинство дворянское Российской империи».
В 1803 году баронская ветвь Карла Георга фон Арпсгофена была внесена в рыцарские матрикулы Эстляндии, а в 1805 году — Лифляндии.
Скончался 29 сентября 1804 года в Нарве.

## Семья
- Жена — Доротея Элизабет Гноспелиус (1764—1841)
  - Дочь — Мари Элизабет (1785—1819) замужем за генералом Владимиром фон Паткулем.
  - Сын — барон Eгор Карлович (Georg) — генерал-майор, командир Лейб-гвардии Гусарского полка, женат на Александре Петровне, (ур. Демидовой).
  - Сын — барон Карл Карлович (Karl Gottfried) — полковник Лейб-гвардии Семеновского полка, помещик в Вайваре (Эстляндия).
  - Сын — барон Андрей Карлович (Gerhard Heinrich), женат на Ольге Варнек.
    - Внук — барон Карл-Владимир Генрихович Арпсгофен (Karl Woldemar) — генерал-лейтенант